# Hedychrum nobile
Espèce
Hedychrum nobile est une espèce d'insectes hyménoptères de la famille des Chrysididae, sous-famille de Chrysidinae, tribu des Elampini, et du genre Hedychrum. 

## Description
Longueur : 4 à 9 mm. Tête, scutellum, postscutellum et segment médiaire bleus ou verts, pronotum, mésonotum et abdomen pourpre doré.   

## Répartition et habitat
Répartition
Toute la France. Commun partout.
Habitat

## Systématique
L'espèce a été décrite par l'entomologiste italien Giovanni Antonio Scopoli en 1763.